# Furugelmův ostrov
Ostrov Furugelma (rusky Остров Фуругельма) je neobydlený ostrov v jihozápadní části zálivu Petra Velikého v Japonském moři. Leží 110 km jihozápadně od Vladivostoku. Je nejjižněji položeným ostrovem Ruska. Administrativně náleží do Chasanského rajónu Přímořského kraje.

## Historie
Ostrov popsali 10. května 1854 námořníci fregaty Pallada a pojmenovali jej podle Ivana Vasiljeviče Furugelma (Иван Васильевич Фуругельм), kapitána transportu „Kníže Menšikov“, který patřil Rusko-americké společnosti.
Po roce 1922, kdy vznikaly rybolovné kolchozy a státní rybářské podniky, se na ostrově nacházelo několik rybích farem. Největší proslulost však získal ostrov po otevření kožešinové farmy, kde chovatelé poprvé začali chovat modré norky. Zpočátku bylo všechno v pořádku. Potom zvířata zahubila téměř všechny místní ptáky. Ač byla myšlenka chovu norků brzy opuštěna, obnova ptačích kolonií trvala velmi dlouho.
Po zhoršení vztahů s Japonskem začalo budování pobřežní obrany Furugelmu. Byla postavena dělostřelecká baterie a několik pobřežních opevnění proti nepřátelskému výsadku. V srpnu 1945, v závěrečné fázi druhé světové války, byla z ostrova Furugelm vedena dělostřelecká palba na japonské pozice v Koreji, aby podpořila postupující sovětská vojska. Během korejské války byla pobřežní obrana ostrova udržována v bojovém stavu. Na konci 70. let byla vojenská posádka rozpuštěna.
Od 24. března 1978 je ostrov součástí Dálněvýchodní mořské přírodní rezervace.

## Geografie

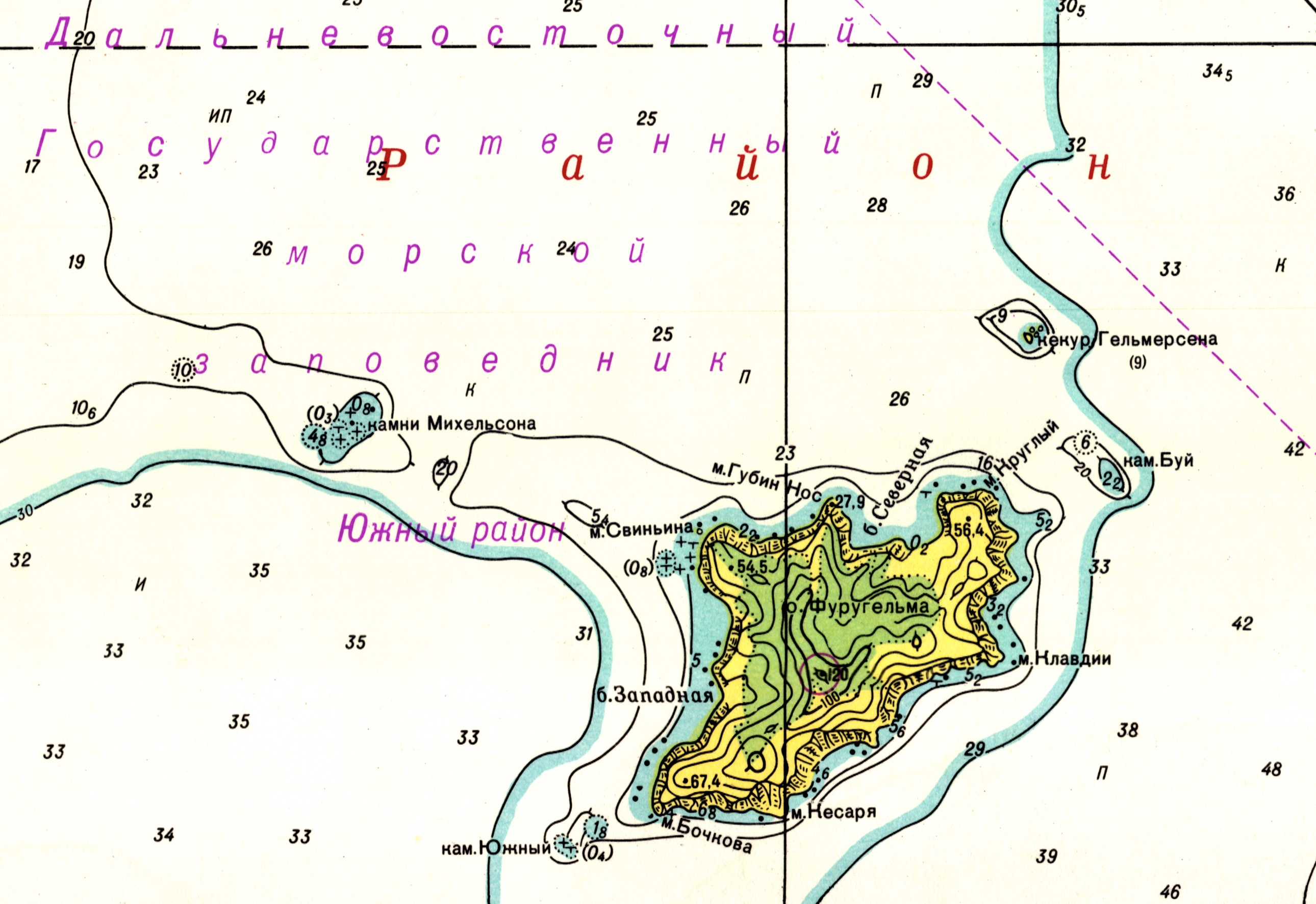
Námořní navigační mapa

Ostrov Furugelm je nejjižnějším ostrovem Přímořského kraje a celého Ruska, spolu s ostrovem Věry ležícím ve stejné zeměpisné šířce. Nachází se téměř na samé hranici se Severní Koreou. Proto je nazýván „poslední ruský ostrov“. Je asi 2,5 km dlouhý a 1,5 km široký a relativně plochý – maximální výška je 120 m. Pobřeží ostrova je skalnaté a strmé. Moře kolem ostrova je mělké, hloubka nepřesahuje 10 m.

## Příroda
Ostrov je známý ptačími koloniemi. Kolonie racků černoocasých má čítá více než 50 tisíc ptáků. Sousedí s koloniemi alkounů brýlatých a alkounů úzkozobých. Na ostrově odpočívají někteří stěhovaví ptáci, uvedení v Červeném seznamu ohrožených druhů Ruska, jako jsou buřňáci, orli, chaluhovití a rackové.

## Podnebí
Nejchladnějším měsícem je leden s průměrnou teplotou vzduchu -11 °C. Nejteplejším měsícem je srpen, průměrná teplota vzduchu je +21 °C. Voda v srpnu má 23–25 °C.